# Ischnojoppa geniculata
Ischnojoppa geniculata är en stekelart som först beskrevs av Tosquinet 1896.  Ischnojoppa geniculata ingår i släktet Ischnojoppa och familjen brokparasitsteklar. Inga underarter finns listade i Catalogue of Life.